# Polens tre delinger
Polen blev i 1700-tallet delt mellem Preussen, Rusland og Østrig, og delingerne gjorde ende på den polsk-litauiske realunion. Delingen foregik i tre omgange:
- 5. august 1772
- 23. januar 1793
- 24. oktober 1795

Efter Napoleonskrigene, hvor Napoleon havde genoprettet en polsk stat i form af Hertugdømmet Warszawa, gav de tre stater, som havde delt Polen mellem sig, formelt delvist selvstyre til de polske landsdele:
- Storhertugdømmet Posen (Poznań)
- Republikken Kraków
- Kongeriget Polen (Kongrespolen)

Polakkerne blev lovet anerkendelse af polsk sprog og kultur og det polske folks rettigheder, men løfterne blev ikke holdt og områderne blev snart annekteret igen.
Man taler undertiden om Polens fjerde deling. Det kan betyde
- Delingen af Hertugdømmet Warszawa ved Wienerkongressen i 1815
- Indlemmelsen af kongeriget Polen i Rusland i 1832 og Republikken Krakow i Østrig i 1846
- Delingen af Polen mellem Tyskland og Sovjetunionen i 1939 i henhold til Molotov-Ribbentrop-pagten